# Elisabet Safortesa Gual-Desmur
Elisabet Safortesa Gual-Desmur   (Palma, 1530 - Palma, 13 de novembre de 1589) fou una emparedada mallorquina que es reclogué als murs exteriors de la Catedral de Mallorca l'any 1576 fins al dia de la seva mort.

## Biografia

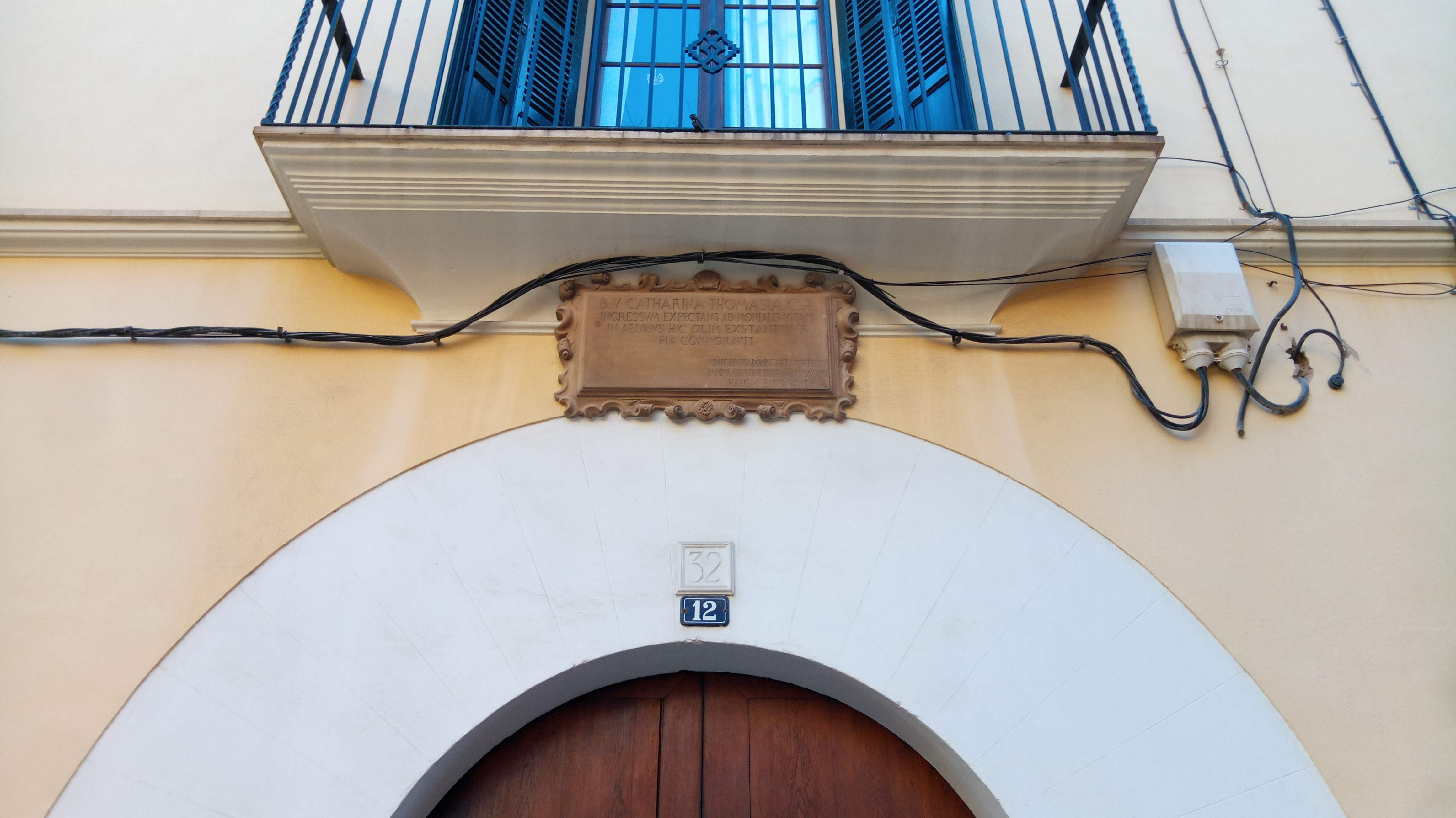
Can Tagamanent, a Palma, la casa pairal d'Elisabet

Elisabet Safortesa i Gual Desmur nasqué l'any 1530 a Can Tagamanent, que dona nom a la plaça de Can Tagamanent de Palma. Filla de Magdalena Gual-Desmur i de Mateu Safortesa, formava part de la Casa de Safortesa, una família acomodada de l'alta aristocràcia catalana, la qual s'instal·là a Mallorca després de la conquesta del Rei en Jaume. Tingué dos germans: Pere Joan i Guillem Safortesa.
La poca informació que es coneix d'aquesta dona prové de les biografies de la seva amiga, la coneguda monja mallorquina Caterina Tomàs i Gallard. D'acord amb les biografies de la beata mallorquina ambdues dones es conegueren quan aquesta esdevingué serventa d'Elisabet Safortesa l'any 1548. Segons els biògrafs de Caterina, fou Elisabet Safortesa qui li ensenyà a llegir i a escriure al llarg de la seva estança a casa de la família Safortesa Gual-Desmur.

## Vida espiritual
Sembla que la devoció espiritual de les dues dones s'alimentà mútuament gràcies a la seva amistat. Quan Caterina Tomàs professà com a monja l'any 1555 al Convent de Santa Magdalena, Elisabet Safortesa hauria volgut seguir-la, però finalment contragué matrimoni. Pocs mesos després de casar-se Elisabet enviudà i es lliurà a la vida espiritual, com ho feien les beguines.
L'any 1576 el Capítol de la Seu autoritza Elisabet Safortesa a emparedar-se als murs exteriors de la Catedral, juntament amb una serventa seva. A partir d'aleshores Elisabet fou coneguda com la Dama Emparedada.

## Defunció
El 13 de novembre de 1589 Elisabet Safortesa morí a la seva cel·la després de tretze anys de reclusió voluntària. La seva partida de defunció consta al Llibre de la Sagristia del Convent de Sant Domènec de Palma.